# Tercera ronda de la clasificación de AFC para la Copa Mundial de Fútbol de 2022
La Tercera ronda de la clasificación de AFC para la Copa Mundial de Fútbol de 2022 fue la etapa que determinó a los cuatro representantes de la Confederación Asiática de Fútbol (AFC) en la Copa Mundial Catar 2022 y a los dos clasificados a la cuarta ronda del torneo clasificatorio asiático.

## Equipos participantes
En la tercera ronda participaron 12 selecciones, 7 ganadores de grupo y los 5 mejores segundos procedentes de la ronda anterior.
| Grupo (Segunda ronda) | Primeros               | Segundos (Mejores 5) |
| --------------------- | ---------------------- | -------------------- |
| A                     | Siria                  | China                |
| B                     | Australia              | —                    |
| C                     | Irán                   | Irak                 |
| D                     | Arabia Saudita         | —                    |
| E                     | Catar                  | Omán                 |
| F                     | Japón                  | —                    |
| G                     | Emiratos Árabes Unidos | Vietnam              |
| H                     | Corea del Sur          | Líbano               |

## Formato de competición
En la tercera ronda las 12 selecciones participantes fueron divididas en dos grupos de seis equipos, cada equipo jugó dos veces contra los cinco rivales de su grupo en partidos de local y visitante con un sistema de todos contra todos, los equipos fueron clasificados en los grupos según los puntos obtenidos los cuales fueron otorgados de la siguiente manera:
- 3 puntos por partido ganado.
- 1 punto por partido empatado.
- 0 puntos por partido perdido.

Si dos o más equipos culminaron sus partidos empatados en puntos se aplicaron los siguientes criterios de desempate (de acuerdo a los artículos 20.6 y 20.7 del reglamento de la competición preliminar de la Copa Mundial de la FIFA 2022):
- Mejor diferencia de gol en todos los partidos de grupo.
- Mayor cantidad de goles marcados en todos los partidos de grupo.
- Mayor cantidad de puntos obtenidos en los partidos entre los equipos en cuestión.
- Mejor diferencia de gol resultado de los partidos entre los equipos en cuestión.
- Mayor cantidad de goles marcados en los partidos entre los equipos en cuestión.
- Mayor cantidad de goles marcados en condición de visitante (si el empate es solo entre dos equipos).
- Bajo la aprobación de la Comisión Organizadora de la FIFA, un partido de desempate en un campo neutral con un tiempo extra de dos periodos de 15 minutos y tiros desde el punto penal si fuese necesario.

Al término de todos los partidos clasificaron a la Copa Mundial de Fútbol de 2022 los dos primeros lugares de cada grupo, mientras que los terceros clasificados pasaron a disputar la Cuarta ronda del torneo clasificatorio.

## Sorteo
El sorteo de la tercera ronda tuvo lugar el 1 de julio de 2021 en Kuala Lumpur, Malasia a las 15:00 (UTC+8 MST).
La distribución de los bombos fue en base al ranking FIFA al 18 de junio de 2021.
- Bombo 1 contuvo a los equipos mejor ubicados 1–2.
- Bombo 2 contuvo a los equipos mejor ubicados 3–4.
- Bombo 3 contuvo a los equipos mejor ubicados 5–6.
- Bombo 4 contuvo a los equipos mejor ubicados 7–8.
- Bombo 5 contuvo a los equipos mejor ubicados 9–10.
- Bombo 6 contuvo a los equipos mejor ubicados 11–12.

Cada grupo contuvo un equipo de cada uno de los seis bombos. El calendario de los partidos de cada grupo se decidió automáticamente en función del bombo respectivo de cada equipo.
| Bombo 1            | Bombo 2                         | Bombo 3                                       |
| ------------------ | ------------------------------- | --------------------------------------------- |
| Japón (1) Irán (2) | Australia (3) Corea del Sur (4) | Arabia Saudita (5) Emiratos Árabes Unidos (6) |
| Bombo 4            | Bombo 5                         | Bombo 6                                       |
| Irak (8) China (9) | Omán (10) Siria (11)            | Vietnam (13) Líbano (16)                      |

## Calendario
Debido a la pandemia de COVID-19 en Asia, la FIFA anunció el 12 de agosto de 2020 que los próximos partidos de clasificación programados originalmente para 2020 se trasladaron a 2021, y el 11 de noviembre, el Comité de Competiciones de la AFC también anunció que la ronda final de las eliminatorias asiáticas comenzaría en septiembre de 2021 y finalizaría en marzo de 2022.
| Jornada    | Fecha                   | Fecha original          |
| ---------- | ----------------------- | ----------------------- |
| Jornada 1  | 2 de septiembre de 2021 | 3 de septiembre de 2020 |
| Jornada 2  | 7 de septiembre de 2021 | 8 de septiembre de 2020 |
| Jornada 3  | 7 de octubre de 2021    | 13 de octubre de 2020   |
| Jornada 4  | 12 de octubre de 2021   | 12 de noviembre de 2020 |
| Jornada 5  | 11 de noviembre de 2021 | 17 de noviembre de 2020 |
| Jornada 6  | 16 de noviembre de 2021 | 25 de marzo de 2021     |
| Jornada 7  | 27 de enero de 2022     | 30 de marzo de 2021     |
| Jornada 8  | 1 de febrero de 2022    | 8 de junio de 2021      |
| Jornada 9  | 24 de marzo de 2022     | 7 de septiembre de 2021 |
| Jornada 10 | 29 de marzo de 2022     | 12 de octubre de 2021   |

## Grupo A

### Clasificación
| Pos. | Equipo                 | Pts. | PJ | G | E | P | GF | GC | Dif. | Clasificación     |       | Bandera de Irán | Bandera de Corea del Sur | Bandera de Emiratos Árabes Unidos | Bandera de Irak | Bandera de Siria | Bandera de Líbano |
| ---- | ---------------------- | ---- | -- | - | - | - | -- | -- | ---- | ----------------- | ----- | --------------- | ------------------------ | --------------------------------- | --------------- | ---------------- | ----------------- |
| 1    | Irán                   | 25   | 10 | 8 | 1 | 1 | 15 | 4  | +11  | Copa Mundial 2022 |       | —               | 1 – 1                    | 1 – 0                             | 1 – 0           | 1 – 0            | 2 – 0             |
| 2    | Corea del Sur          | 23   | 10 | 7 | 2 | 1 | 13 | 3  | +10  | Copa Mundial 2022 |       | 2 – 0           | —                        | 1 – 0                             | 0 – 0           | 2 – 1            | 1 – 0             |
| 3    | Emiratos Árabes Unidos | 12   | 10 | 3 | 3 | 4 | 7  | 7  | 0    | Cuarta ronda      |       | 0 – 1           | 1 – 0                    | —                                 | 2 – 2           | 2 – 0            | 0 – 0             |
| 4    | Irak                   | 9    | 10 | 1 | 6 | 3 | 6  | 12 | −6   |                   |       | 0 – 3           | 0 – 3                    | 1 – 0                             | —               | 1 – 1            | 0 – 0             |
| 5    | Siria                  | 6    | 10 | 1 | 3 | 6 | 9  | 16 | −7   |                   | 0 – 3 | 0 – 2           | 1 – 1                    | 1 – 1                             | —               | 2 – 3            |                   |
| 6    | Líbano                 | 6    | 10 | 1 | 3 | 6 | 5  | 13 | −8   |                   | 1 – 2 | 0 – 1           | 0 – 1                    | 1 – 1                             | 0 – 3           | —                |                   |

 Fuente: AFC

### Evolución de la clasificación
| País/Fecha             | 1 | 2 | 3 | 4 | 5 | 6 | 7 | 8 | 9 | 10 |
| ---------------------- | - | - | - | - | - | - | - | - | - | -- |
| Irán                   | 1 | 1 | 1 | 1 | 1 | 1 | 1 | 1 | 2 | 1  |
| Corea del Sur          | 3 | 2 | 2 | 2 | 2 | 2 | 2 | 2 | 1 | 2  |
| Emirados Árabes Unidos | 2 | 3 | 3 | 4 | 5 | 3 | 3 | 3 | 3 | 3  |
| Irak                   | 4 | 6 | 5 | 5 | 4 | 5 | 5 | 5 | 4 | 4  |
| Siria                  | 6 | 4 | 6 | 6 | 6 | 6 | 6 | 6 | 6 | 5  |
| Líbano                 | 4 | 5 | 4 | 3 | 3 | 4 | 4 | 4 | 5 | 6  |

### Resultados
| 2 de septiembre de 2021 | Corea del Sur | 0:0                      | Irak | Estadio Mundialista, Seúl                              |                                                        |
| 20:00 (UTC+9)           |               | AFC Reporte FIFA Reporte |      | Asistencia: 0 espectadores Árbitro(s): Nawaf Shukralla | Asistencia: 0 espectadores Árbitro(s): Nawaf Shukralla |

| 2 de septiembre de 2021 | Irán            | 1:0 (0:0)                | Siria | Estadio Azadi, Teherán                            |                                                   |
| 20:30 (UTC+4:30)        | Jahanbakhsh 56' | AFC Reporte FIFA Reporte |       | Asistencia: 0 espectadores Árbitro(s): Ryūji Satō | Asistencia: 0 espectadores Árbitro(s): Ryūji Satō |

| 2 de septiembre de 2021 | Emiratos Árabes Unidos | 0:0                      | Líbano | Estadio Zabeel, Dubái                             |                                                   |
| 20:45 (UTC+4)           |                        | AFC Reporte FIFA Reporte |        | Asistencia: 1513 espectadores Árbitro(s): Ma Ning | Asistencia: 1513 espectadores Árbitro(s): Ma Ning |

| 7 de septiembre de 2021 | Corea del Sur       | 1:0 (0:0)                | Líbano | Estadio Mundialista, Suwon                        |                                                   |
| 20:00 (UTC+9)           | Kwon Chang-hoon 59' | AFC Reporte FIFA Reporte |        | Asistencia: 0 espectadores Árbitro(s): Ryūji Satō | Asistencia: 0 espectadores Árbitro(s): Ryūji Satō |

| 7 de septiembre de 2021 | Siria        | 1:1 (0:1)                | Emiratos Árabes Unidos | Estadio Rey Abdullah II, Amán, Jordania                |                                                        |
| 19:00 (UTC+3)           | Al Baher 64' | AFC Reporte FIFA Reporte | Mabkhout 12'           | Asistencia: 2370 espectadores Árbitro(s): Ahmed Al-Kaf | Asistencia: 2370 espectadores Árbitro(s): Ahmed Al-Kaf |

| 7 de septiembre de 2021 | Irak | 0:3 (0:1)                | Irán                                         | Estadio Internacional Jalifa, Doha, Catar      |                                                |
| 21:00 (UTC+3)           |      | AFC Reporte FIFA Reporte | Jahanbakhsh 2' · Taremi 69' · Gholizadeh 90' | Asistencia: 0 espectadores Árbitro(s): Ma Ning | Asistencia: 0 espectadores Árbitro(s): Ma Ning |

| 7 de octubre de 2021 | Corea del Sur                         | 2:1 (0:0)                | Siria       | Estadio Ansan Wa~, Ansan                                     |                                                              |
| 20:00 (UTC+9)        | Hwang In-beom 48' · Son Heung-min 89' | AFC Reporte FIFA Reporte | Kharbin 84' | Asistencia: 0 espectadores Árbitro(s): Abdulrahman Al-Jassim | Asistencia: 0 espectadores Árbitro(s): Abdulrahman Al-Jassim |

| 7 de octubre de 2021 | Irak | 0:0                      | Líbano | Estadio Internacional Jalifa, Doha, Catar                |                                                          |
| 17:30 (UTC+3)        |      | AFC Reporte FIFA Reporte |        | Asistencia: 0 espectadores Árbitro(s): Turki Al-Khudhayr | Asistencia: 0 espectadores Árbitro(s): Turki Al-Khudhayr |

| 7 de octubre de 2021 | Emiratos Árabes Unidos | 0:1 (0:0)                | Irán       | Estadio Zabeel, Dubái                                       |                                                             |
| 20:45 (UTC+4)        |                        | AFC Reporte FIFA Reporte | Taremi 70' | Asistencia: 3034 espectadores Árbitro(s): Christopher Beath | Asistencia: 3034 espectadores Árbitro(s): Christopher Beath |

| 12 de octubre de 2021 | Irán            | 1:1 (0:0)                | Corea del Sur     | Estadio Azadi, Teherán                              |                                                     |
| 17:00 (UTC+3:30)      | Jahanbakhsh 76' | AFC Reporte FIFA Reporte | Son Heung-min 48' | Asistencia: 0 espectadores Árbitro(s): Ahmed Al-Kaf | Asistencia: 0 espectadores Árbitro(s): Ahmed Al-Kaf |

| 12 de octubre de 2021 | Siria                      | 2:3 (1:2)                | Líbano                        | Estadio Rey Abdullah II, Amán, Jordania                     |                                                             |
| 19:00 (UTC+3)         | Khribin 20' · Al Somah 65' | AFC Reporte FIFA Reporte | Kdouh 45+1', 45+3' · Saad 53' | Asistencia: 2377 espectadores Árbitro(s): Christopher Beath | Asistencia: 2377 espectadores Árbitro(s): Christopher Beath |

| 12 de octubre de 2021 | Emiratos Árabes Unidos    | 2:2 (1:0)                | Irak                              | Estadio Zabeel, Dubái                                |                                                      |
| 20:45 (UTC+4)         | Caio 33' · Mabkhout 90+4' | AFC Reporte FIFA Reporte | Al-Attas 74' (a.g.) · Hussein 89' | Asistencia: 2820 espectadores Árbitro(s): Ryūji Satō | Asistencia: 2820 espectadores Árbitro(s): Ryūji Satō |

| 11 de noviembre de 2021 | Corea del Sur             | 1:0 (1:0)                | Emiratos Árabes Unidos | Estadio de Goyang, Goyang                           |                                                     |
| 20:00 (UTC+9)           | Hwang Hee-chan 36' (pen.) | AFC Reporte FIFA Reporte |                        | Asistencia: 30 152 espectadores Árbitro(s): Ma Ning | Asistencia: 30 152 espectadores Árbitro(s): Ma Ning |

| 11 de noviembre de 2021 | Líbano   | 1:2 (1:0)                | Irán                            | Estadio Internacional, Sidón                                 |                                                              |
| 14:00 (UTC+2)           | Saad 37' | AFC Reporte FIFA Reporte | Azmoun 90+2' · Nourollahi 90+5' | Asistencia: 0 espectadores Árbitro(s): Abdulrahman Al-Jassim | Asistencia: 0 espectadores Árbitro(s): Abdulrahman Al-Jassim |

| 11 de noviembre de 2021 | Irak                 | 1:1 (0:0)                | Siria        | Estadio Thani bin Jassim, Doha, Catar                   |                                                         |
| 20:00 (UTC+3)           | Al-Ammari 86' (pen.) | AFC Reporte FIFA Reporte | Al Somah 79' | Asistencia: 50 espectadores Árbitro(s): Nawaf Shukralla | Asistencia: 50 espectadores Árbitro(s): Nawaf Shukralla |

| 16 de noviembre de 2021 | Líbano | 0:1 (0:0)                | Emiratos Árabes Unidos | Estadio Internacional, Sidón                       |                                                    |
| 14:00 (UTC+2)           |        | AFC Reporte FIFA Reporte | Mabkhout 85' (pen.)    | Asistencia: 0 espectadores Árbitro(s): Shaun Evans | Asistencia: 0 espectadores Árbitro(s): Shaun Evans |

| 16 de noviembre de 2021 | Irak | 0:3 (0:1)                | Corea del Sur                                                     | Estadio Thani bin Jassim, Doha, Catar                  |                                                        |
| 18:00 (UTC+3)           |      | AFC Reporte FIFA Reporte | Lee Jae-sung 33' · Son Heung-min 74' (pen.) · Jeong Woo-yeong 80' | Asistencia: 0 espectadores Árbitro(s): Ilgiz Tantashev | Asistencia: 0 espectadores Árbitro(s): Ilgiz Tantashev |

| 16 de noviembre de 2021 | Siria | 0:3 (0:2)                | Irán                                             | Estadio Rey Abdullah II, Amán, Jordania          |                                                  |
| 18:00 (UTC+2)           |       | AFC Reporte FIFA Reporte | Azmoun 33' · Hajsafi 42' (pen.) · Gholizadeh 89' | Asistencia: 907 espectadores Árbitro(s): Ma Ning | Asistencia: 907 espectadores Árbitro(s): Ma Ning |

| 27 de enero de 2022 | Líbano | 0:1 (0:1)                | Corea del Sur      | Estadio Internacional, Sidón                           |                                                        |
| 14:00 (UTC+2)       |        | AFC Reporte FIFA Reporte | Cho Gue-sung 45+1' | Asistencia: 5400 espectadores Árbitro(s): Ahmed Al-Kaf | Asistencia: 5400 espectadores Árbitro(s): Ahmed Al-Kaf |

| 27 de enero de 2022 | Irán       | 1:0 (0:0)                | Irak | Estadio Azadi, Teherán                                      |                                                             |
| 18:00 (UTC+3:30)    | Taremi 48' | AFC Reporte FIFA Reporte |      | Asistencia: 9354 espectadores Árbitro(s): Christopher Beath | Asistencia: 9354 espectadores Árbitro(s): Christopher Beath |

| 27 de enero de 2022 | Emiratos Árabes Unidos     | 2:0 (1:0)                | Siria | Estadio Al-Maktoum, Dubái                                 |                                                           |
| 19:00 (UTC+4)       | Caio 43' · Al Ghassani 70' | AFC Reporte FIFA Reporte |       | Asistencia: 2450 espectadores Árbitro(s): Ilgiz Tantashev | Asistencia: 2450 espectadores Árbitro(s): Ilgiz Tantashev |

| 1 de febrero de 2022 | Líbano      | 1:1 (1:1)                | Irak        | Estadio Internacional, Sidón                              |                                                           |
| 14:00 (UTC+2)        | Sabra 45+2' | AFC Reporte FIFA Reporte | Hussein 40' | Asistencia: 6341 espectadores Árbitro(s): Adham Makhadmeh | Asistencia: 6341 espectadores Árbitro(s): Adham Makhadmeh |

| 1 de febrero de 2022 | Siria | 0:2 (0:0)                | Corea del Sur                        | Estadio Al-Rashid, Dubái, Emiratos Árabes Unidos         |                                                          |
| 18:00 (UTC+4)        |       | AFC Reporte FIFA Reporte | Kim Jin-su 53' · Kwon Chang-hoon 71' | Asistencia: 310 espectadores Árbitro(s): Hiroyuki Kimura | Asistencia: 310 espectadores Árbitro(s): Hiroyuki Kimura |

| 1 de febrero de 2022 | Irán       | 1:0 (1:0)                | Emiratos Árabes Unidos | Estadio Azadi, Teherán                              |                                                     |
| 18:00 (UTC+3:30)     | Taremi 44' | AFC Reporte FIFA Reporte |                        | Asistencia: 0 espectadores Árbitro(s): Ahmed Al-Kaf | Asistencia: 0 espectadores Árbitro(s): Ahmed Al-Kaf |

| 24 de marzo de 2022 | Corea del Sur                            | 2:0 (1:0)                | Irán | Estadio Mundialista, Seúl                                     |                                                               |
| 20:00 (UTC+9)       | Son Heung-min 45+2' · Kim Young-gwon 63' | AFC Reporte FIFA Reporte |      | Asistencia: 64 375 espectadores Árbitro(s): Christopher Beath | Asistencia: 64 375 espectadores Árbitro(s): Christopher Beath |

| 24 de marzo de 2022                                                                                               | Líbano | 0:3 (0:3)                | Siria                                               | Estadio Internacional, Sidón                                    |                                                                 |
| 14:00 (UTC+2) |        | AFC Reporte FIFA Reporte | Al-Dali 14' · Mardikian 38' (pen.) · Al-Marmour 44' | Asistencia: 5422 espectadores Árbitro(s): Abdulrahman Al-Jassim | Asistencia: 5422 espectadores Árbitro(s): Abdulrahman Al-Jassim |
| El partido fue suspendido a los 72 minutos debido a incidentes en las tribunas, se reanudó después de 50 minutos. |        |                          |                                                     |                                                                 |                                                                 |

| 24 de marzo de 2022 | Irak         | 1:0 (0:0)                | Emiratos Árabes Unidos | Estadio Rey Fahd, Riad, Arabia Saudita            |                                                   |
| 20:00 (UTC+3)       | Al-Saedi 53' | AFC Reporte FIFA Reporte |                        | Asistencia: 1320 espectadores Árbitro(s): Ma Ning | Asistencia: 1320 espectadores Árbitro(s): Ma Ning |

| 29 de marzo de 2022 | Irán                         | 2:0 (1:0)                | Líbano | Estadio Imam Reza, Mashhad                          |                                                     |
| 16:00 (UTC+4:30)    | Azmoun 35' · Jahanbakhsh 72' | AFC Reporte FIFA Reporte |        | Asistencia: 22 453 espectadores Árbitro(s): Fu Ming | Asistencia: 22 453 espectadores Árbitro(s): Fu Ming |

| 29 de marzo de 2022 | Emiratos Árabes Unidos | 1:0 (0:0)                | Corea del Sur | Estadio Al-Maktoum, Dubái                              |                                                        |
| 17:45 (UTC+4)       | Al-Maazmi 54'          | AFC Reporte FIFA Reporte |               | Asistencia: 4223 espectadores Árbitro(s): Ahmed Al-Kaf | Asistencia: 4223 espectadores Árbitro(s): Ahmed Al-Kaf |

| 29 de marzo de 2022 | Siria      | 1:1 (1:1)                | Irak        | Estadio Al-Rashid, Dubái, Emiratos Árabes Unidos     |                                                      |
| 17:45 (UTC+4)       | Al-Dali 3' | AFC Reporte FIFA Reporte | Hussein 31' | Asistencia: 3710 espectadores Árbitro(s): Ryūji Satō | Asistencia: 3710 espectadores Árbitro(s): Ryūji Satō |

## Grupo B

### Clasificación
| Pos. | Equipo         | Pts. | PJ | G | E | P | GF | GC | Dif. | Clasificación     |       | Bandera de Arabia Saudita | Bandera de Japón | Bandera de Australia | Bandera de Omán | Bandera de la República Popular China | Bandera de Vietnam |
| ---- | -------------- | ---- | -- | - | - | - | -- | -- | ---- | ----------------- | ----- | ------------------------- | ---------------- | -------------------- | --------------- | ------------------------------------- | ------------------ |
| 1    | Arabia Saudita | 23   | 10 | 7 | 2 | 1 | 12 | 6  | +6   | Copa Mundial 2022 |       | —                         | 1 – 0            | 1 – 0                | 1 – 0           | 3 – 2                                 | 3 – 1              |
| 2    | Japón          | 22   | 10 | 7 | 1 | 2 | 12 | 4  | +8   | Copa Mundial 2022 |       | 2 – 0                     | —                | 2 – 1                | 0 – 1           | 2 – 0                                 | 1 – 1              |
| 3    | Australia      | 15   | 10 | 4 | 3 | 3 | 15 | 9  | +6   | Cuarta ronda      |       | 0 – 0                     | 0 – 2            | —                    | 3 – 1           | 3 – 0                                 | 4 – 0              |
| 4    | Omán           | 14   | 10 | 4 | 2 | 4 | 11 | 10 | +1   |                   |       | 0 – 1                     | 0 – 1            | 2 – 2                | —               | 2 – 0                                 | 3 – 1              |
| 5    | China          | 6    | 10 | 1 | 3 | 6 | 9  | 19 | −10  |                   | 1 – 1 | 0 – 1                     | 1 – 1            | 1 – 1                | —               | 3 – 2                                 |                    |
| 6    | Vietnam        | 4    | 10 | 1 | 1 | 8 | 8  | 19 | −11  |                   | 0 – 1 | 0 – 1                     | 0 – 1            | 0 – 1                | 3 – 1           | —                                     |                    |

 Fuente: AFC

### Evolución de la clasificación
| País/Fecha     | 1 | 2 | 3 | 4 | 5 | 6 | 7 | 8 | 9 | 10 |
| -------------- | - | - | - | - | - | - | - | - | - | -- |
| Arabia Saudita | 2 | 2 | 2 | 1 | 1 | 1 | 1 | 1 | 2 | 1  |
| Japón          | 4 | 4 | 3 | 4 | 3 | 2 | 2 | 2 | 1 | 2  |
| Australia      | 1 | 1 | 1 | 2 | 2 | 3 | 3 | 3 | 3 | 3  |
| Omán           | 3 | 3 | 4 | 3 | 4 | 4 | 4 | 4 | 4 | 4  |
| China          | 6 | 6 | 5 | 5 | 5 | 5 | 5 | 5 | 5 | 5  |
| Vietnam        | 5 | 5 | 6 | 6 | 6 | 6 | 6 | 6 | 6 | 6  |

### Resultados
| 2 de septiembre de 2021 | Japón | 0:1 (0:0)                | Omán         | Estadio Panasonic, Suita                                   |                                                            |
| 19:15 (UTC+9)           |       | AFC Reporte FIFA Reporte | Al-Sabhi 88' | Asistencia: 4853 espectadores Árbitro(s): Mohammed Abdulla | Asistencia: 4853 espectadores Árbitro(s): Mohammed Abdulla |

| 2 de septiembre de 2021 | Australia                        | 3:0 (2:0)                | China | Estadio Internacional Jalifa, Doha, Catar           |                                                     |
| 21:00 (UTC+3)           | Mabil 24' · Boyle 26' · Duke 70' | AFC Reporte FIFA Reporte |       | Asistencia: 0 espectadores Árbitro(s): Ko Hyung-jin | Asistencia: 0 espectadores Árbitro(s): Ko Hyung-jin |

| 2 de septiembre de 2021 | Arabia Saudita                                                 | 3:1 (0:1)                | Vietnam             | Mrsool Park, Riad                                         |                                                           |
| 21:00 (UTC+3)           | Al-Dawsari 55' (pen.) · Al-Shahrani 67' · Al-Shehri 80' (pen.) | AFC Reporte FIFA Reporte | Nguyễn Quang Hải 3' | Asistencia: 8331 espectadores Árbitro(s): Ilgiz Tantashev | Asistencia: 8331 espectadores Árbitro(s): Ilgiz Tantashev |

| 7 de septiembre de 2021 | Vietnam | 0:1 (0:1)                | Australia | Estadio Nacional Mỹ Đình, Hanói                              |                                                              |
| 19:00 (UTC+7)           |         | AFC Reporte FIFA Reporte | Grant 43' | Asistencia: 0 espectadores Árbitro(s): Abdulrahman Al-Jassim | Asistencia: 0 espectadores Árbitro(s): Abdulrahman Al-Jassim |

| 7 de septiembre de 2021 | China | 0:1 (0:1)                | Japón     | Estadio Internacional Jalifa, Doha, Catar              |                                                        |
| 18:00 (UTC+3)           |       | AFC Reporte FIFA Reporte | Ōsako 40' | Asistencia: 0 espectadores Árbitro(s): Nawaf Shukralla | Asistencia: 0 espectadores Árbitro(s): Nawaf Shukralla |

| 7 de septiembre de 2021 | Omán | 0:1 (0:1)                | Arabia Saudita | Complejo Deportivo del Sultán Qaboos, Mascate          |                                                        |
| 20:00 (UTC+4)           |      | AFC Reporte FIFA Reporte | Al-Shehri 42'  | Asistencia: 8150 espectadores Árbitro(s): Hanna Hattab | Asistencia: 8150 espectadores Árbitro(s): Hanna Hattab |

| 7 de octubre de 2021 | China                                | 3:2 (0:0)                | Vietnam                                 | Estadio Sharjah, Sharjah, Emiratos Árabes Unidos        |                                                         |
| 19:00 (UTC+4)        | Zhang Yuning 53' · Wu Lei 76', 90+5' | AFC Reporte FIFA Reporte | Hồ Tấn Tài 81' · Nguyễn Tiến Linh 90+1' | Asistencia: 0 espectadores Árbitro(s): Mohammed Abdulla | Asistencia: 0 espectadores Árbitro(s): Mohammed Abdulla |

| 7 de octubre de 2021 | Arabia Saudita  | 1:0 (0:0)                | Japón | King Abdullah Sports City, Yeda                             |                                                             |
| 19:00 (UTC+3)        | Al-Buraikan 71' | AFC Reporte FIFA Reporte |       | Asistencia: 51 218 espectadores Árbitro(s): Adham Makhadmeh | Asistencia: 51 218 espectadores Árbitro(s): Adham Makhadmeh |

| 7 de octubre de 2021 | Australia                       | 3:1 (1:1)                | Omán            | Estadio Internacional Jalifa, Doha, Catar              |                                                        |
| 21:30 (UTC+3)        | Mabil 9' · Boyle 49' · Duke 89' | AFC Reporte FIFA Reporte | R. Al-Alawi 28' | Asistencia: 0 espectadores Árbitro(s): Nawaf Shukralla | Asistencia: 0 espectadores Árbitro(s): Nawaf Shukralla |

| 12 de octubre de 2021 | Japón                         | 2:1 (1:0)                | Australia   | Estadio Saitama 2002, Saitama                                     |                                                                   |
| 19:14 (UTC+9)         | Tanaka 8' · Behich 85' (a.g.) | AFC Reporte FIFA Reporte | Hrustic 70' | Asistencia: 14 437 espectadores Árbitro(s): Abdulrahman Al-Jassim | Asistencia: 14 437 espectadores Árbitro(s): Abdulrahman Al-Jassim |

| 12 de octubre de 2021 | Omán                                                | 3:1 (1:1)                | Vietnam              | Complejo Deportivo del Sultán Qaboos, Mascate             |                                                           |
| 20:00 (UTC+4)         | Al Sabhi 45+1' · Jouhar 49' · Al Yahyaei 63' (pen.) | AFC Reporte FIFA Reporte | Nguyễn Tiến Linh 39' | Asistencia: 9123 espectadores Árbitro(s): Adham Makhadmeh | Asistencia: 9123 espectadores Árbitro(s): Adham Makhadmeh |

| 12 de octubre de 2021 | Arabia Saudita                      | 3:2 (2:0)                | China                   | King Abdullah Sports City, Yeda                             |                                                             |
| 19:00 (UTC+3)         | Al-Najei 15', 38' · Al-Buraikan 72' | AFC Reporte FIFA Reporte | Aloísio 46' · Wu Xi 87' | Asistencia: 54 124 espectadores Árbitro(s): Ilgiz Tantashev | Asistencia: 54 124 espectadores Árbitro(s): Ilgiz Tantashev |

| 11 de noviembre de 2021 | Australia | 0:0                      | Arabia Saudita | Estadio Bankwest, Sídney                                 |                                                          |
| 20:10 (UTC+11)          |           | AFC Reporte FIFA Reporte |                | Asistencia: 23 314 espectadores Árbitro(s): Ko Hyung-jin | Asistencia: 23 314 espectadores Árbitro(s): Ko Hyung-jin |

| 11 de noviembre de 2021 | Vietnam | 0:1 (0:1)                | Japón   | Estadio Nacional Mỹ Đình, Hanói                              |                                                              |
| 19:00 (UTC+7)           |         | AFC Reporte FIFA Reporte | Ito 17' | Asistencia: 11 022 espectadores Árbitro(s): Mohammed Abdulla | Asistencia: 11 022 espectadores Árbitro(s): Mohammed Abdulla |

| 11 de noviembre de 2021 | China      | 1:1 (1:0)                | Omán          | Estadio Sharjah, Sharjah, Emiratos Árabes Unidos           |                                                            |
| 19:00 (UTC+4)           | Wu Lei 21' | AFC Reporte FIFA Reporte | Al-Harthi 75' | Asistencia: 1700 espectadores Árbitro(s): Sivakorn Pu-udom | Asistencia: 1700 espectadores Árbitro(s): Sivakorn Pu-udom |

| 16 de noviembre de 2021 | Vietnam | 0:1 (0:1)                | Arabia Saudita | Estadio Nacional Mỹ Đình, Hanói                        |                                                        |
| 19:00 (UTC+7)           |         | AFC Reporte FIFA Reporte | Al-Shehri 31'  | Asistencia: 9669 espectadores Árbitro(s): Hanna Hattab | Asistencia: 9669 espectadores Árbitro(s): Hanna Hattab |

| 16 de noviembre de 2021 | China             | 1:1 (0:1)                | Australia | Estadio Sharjah, Sharjah, Emiratos Árabes Unidos          |                                                           |
| 19:00 (UTC+4)           | Wu Lei 71' (pen.) | AFC Reporte FIFA Reporte | Duke 38'  | Asistencia: 1050 espectadores Árbitro(s): Adham Makhadmeh | Asistencia: 1050 espectadores Árbitro(s): Adham Makhadmeh |

| 16 de noviembre de 2021 | Omán | 0:1 (0:0)                | Japón   | Complejo Deportivo del Sultán Qaboos, Mascate            |                                                          |
| 20:00 (UTC+4)           |      | AFC Reporte FIFA Reporte | Ito 81' | Asistencia: 14 123 espectadores Árbitro(s): Ko Hyung-jin | Asistencia: 14 123 espectadores Árbitro(s): Ko Hyung-jin |

| 27 de enero de 2022 | Australia                                             | 4:0 (2:0)                | Vietnam | Estadio Rectangular, Melbourne                           |                                                          |
| 20:10 (UTC+11)      | Maclaren 30' · Rogić 45+2' · Goodwin 72' · McGree 76' | AFC Reporte FIFA Reporte |         | Asistencia: 27 740 espectadores Árbitro(s): Ko Hyung-jin | Asistencia: 27 740 espectadores Árbitro(s): Ko Hyung-jin |

| 27 de enero de 2022 | Japón                      | 2:0 (1:0)                | China | Estadio Saitama 2002, Saitama                                     |                                                                   |
| 19:00 (UTC+9)       | Ōsako 13' (pen.) · Ito 61' | AFC Reporte FIFA Reporte |       | Asistencia: 11 753 espectadores Árbitro(s): Abdulrahman Al-Jassim | Asistencia: 11 753 espectadores Árbitro(s): Abdulrahman Al-Jassim |

| 27 de enero de 2022 | Arabia Saudita  | 1:0 (0:0)                | Omán | King Abdullah Sports City, Yeda                             |                                                             |
| 20:15 (UTC+3)       | Al-Buraikan 48' | AFC Reporte FIFA Reporte |      | Asistencia: 47 364 espectadores Árbitro(s): Nawaf Shukralla | Asistencia: 47 364 espectadores Árbitro(s): Nawaf Shukralla |

| 1 de febrero de 2022 | Japón                  | 2:0 (1:0)                | Arabia Saudita | Estadio Saitama 2002, Saitama                            |                                                          |
| 19:14 (UTC+9)        | Minamino 31' · Ito 50' | AFC Reporte FIFA Reporte |                | Asistencia: 19 118 espectadores Árbitro(s): Ko Hyung-jin | Asistencia: 19 118 espectadores Árbitro(s): Ko Hyung-jin |

| 1 de febrero de 2022 | Vietnam                                                 | 3:1 (2:0)                | China        | Estadio Nacional Mỹ Đình, Hanói                           |                                                           |
| 19:00 (UTC+7)        | Hồ Tấn Tài 9' · Nguyễn Tiến Linh 16' · Phan Văn Đức 76' | AFC Reporte FIFA Reporte | Xu Xin 90+7' | Asistencia: 6099 espectadores Árbitro(s): Nawaf Shukralla | Asistencia: 6099 espectadores Árbitro(s): Nawaf Shukralla |

| 1 de febrero de 2022 | Omán                  | 2:2 (0:1)                | Australia                      | Complejo Deportivo del Sultán Qaboos, Mascate           |                                                         |
| 20:00 (UTC+4)        | Fawaz 54', 89' (pen.) | AFC Reporte FIFA Reporte | Maclaren 15' (pen.) · Mooy 79' | Asistencia: 0 espectadores Árbitro(s): Mohammed Abdulla | Asistencia: 0 espectadores Árbitro(s): Mohammed Abdulla |

| 24 de marzo de 2022 | Australia | 0:2 (0:0)                | Japón             | Estadio Australia, Sídney                                   |                                                             |
| 20:10 (UTC+11)      |           | AFC Reporte FIFA Reporte | Mitoma 89', 90+4' | Asistencia: 41 852 espectadores Árbitro(s): Nawaf Shukralla | Asistencia: 41 852 espectadores Árbitro(s): Nawaf Shukralla |

| 24 de marzo de 2022 | Vietnam | 0:1 (0:0)                | Omán         | Estadio Nacional Mỹ Đình, Hanói                        |                                                        |
| 19:00 (UTC+7)       |         | AFC Reporte FIFA Reporte | Al-Hajri 65' | Asistencia: 6923 espectadores Árbitro(s): Hanna Hattab | Asistencia: 6923 espectadores Árbitro(s): Hanna Hattab |

| 24 de marzo de 2022 | China                  | 1:1 (0:1)                | Arabia Saudita  | Estadio Sharjah, Sharjah, Emiratos Árabes Unidos          |                                                           |
| 19:00 (UTC+4)       | Zhu Chenjie 82' (pen.) | AFC Reporte FIFA Reporte | Al-Shehri 45+1' | Asistencia: 200 espectadores Árbitro(s): Mohammed Abdulla | Asistencia: 200 espectadores Árbitro(s): Mohammed Abdulla |

| 29 de marzo de 2022 | Japón       | 1:1 (0:1)                | Vietnam               | Estadio Saitama 2002, Saitama                               |                                                             |
| 19:35 (UTC+9)       | Yoshida 55' | AFC Reporte FIFA Reporte | Nguyễn Thanh Bình 19' | Asistencia: 44 600 espectadores Árbitro(s): Ilgiz Tantashev | Asistencia: 44 600 espectadores Árbitro(s): Ilgiz Tantashev |

| 29 de marzo de 2022 | Omán                     | 2:0 (1:0)                | China | Complejo Deportivo del Sultán Qaboos, Mascate          |                                                        |
| 20:00 (UTC+4)       | Al-Alawi 12' · Fawaz 74' | AFC Reporte FIFA Reporte |       | Asistencia: 2500 espectadores Árbitro(s): Ko Hyung-jin | Asistencia: 2500 espectadores Árbitro(s): Ko Hyung-jin |

| 29 de marzo de 2022 | Arabia Saudita        | 1:0 (0:0)                | Australia | King Abdullah Sports City, Yeda                             |                                                             |
| 21:00 (UTC+3)       | Al-Dawsari 65' (pen.) | AFC Reporte FIFA Reporte |           | Asistencia: 51 433 espectadores Árbitro(s): Adham Makhadmeh | Asistencia: 51 433 espectadores Árbitro(s): Adham Makhadmeh |

## Clasificados a la Copa Mundial 2022
| Bandera de Irán        | Bandera de Corea del Sur | Bandera de Arabia Saudita | Bandera de Japón       |
| Irán                   | Corea del Sur            | Arabia Saudita            | Japón                  |
| Clasificado: 27/1/2022 | Clasificado: 1/2/2022    | Clasificado: 24/3/2022    | Clasificado: 24/3/2022 |